# Robert Trappl

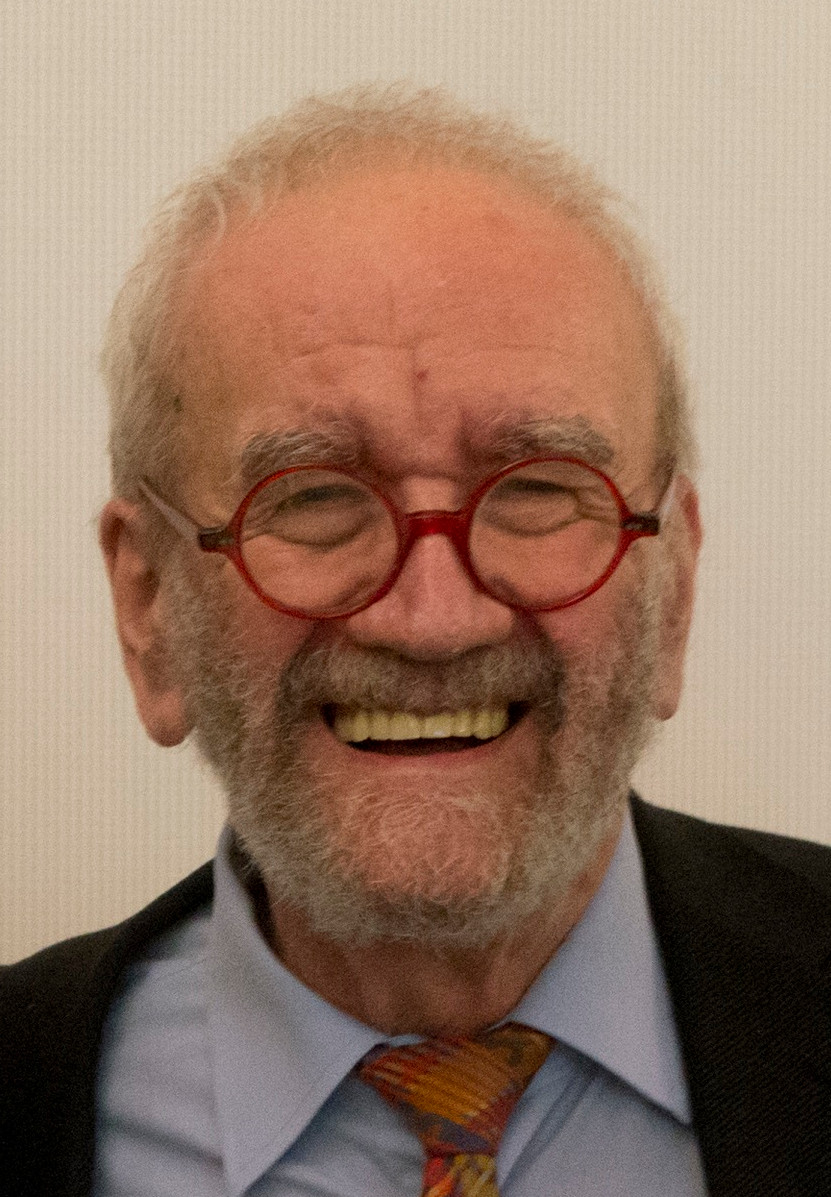
Robert Trappl (2016)

Robert Trappl (* 16. Jänner 1939 in Wien) ist ein österreichischer Kybernetiker, Artificial Intelligence Experte und emeritierter Universitätsprofessor.

## Leben
Robert Trappl studierte zunächst Elektrotechnik an der Technischen Hochschule Wien. Sein anschließendes Doktoratsstudium der Psychologie mit Nebenfach Astronomie an der Universität Wien schloss er 1966 mit der Dissertation zum Thema Bezugspunktregelung bei Wahrnehmungsprozessen und deren Bedeutung für psychophysisches Skalieren ab. Später erhielt er im Fach Soziologie ein Diplom vom Institut für Höhere Studien (IHS), im Jahr 2012 absolvierte er ein MBA-Studium in General Management.
1969 war er Mitbegründer der Österreichischen Studiengesellschaft für Kybernetik, deren Präsident er heute noch ist. Diese veranstaltet seit 1972 alle zwei Jahre die Europäische Kybernetik und Systemforschungstagung. Trappl habilitierte sich auf dem Gebiet der Biokybernetik und Bioinformatik. Von 1977 bis zu seiner Emeritierung im Jahr 2007 leitete er das Institut für Medizinische Kybernetik und Artificial Intelligence an der heutigen Medizinischen Universität Wien, an der er weiter Vorlesungen hält. Im Jahr 1984 wurde das Österreichische Forschungsinstitut für Artificial Intelligence (OFAI) gegründet. Diesem steht Trappl seit der Gründung als Leiter vor, am Institut forschen rund 25 Wissenschaftler auf dem Gebiet der Künstlichen Intelligenz. 2012 wurde er zum Präsidenten der International Academy for Systems and Cybernetic Sciences gewählt.
Die Beschäftigung mit der menschlichen Psyche führte Trappl zur Hirnforschung und der Frage, wie menschliches Denken mittels Computer abgebildet werden könnte. So verstand man Intelligenz lange Zeit ausschließlich als Ausdruck von Rationalität und Logik. Nach Trappls Ansicht sind Emotionalität, Motivation und Ziele ebenso wichtig. Auch befasste er sich mit der Frage, wie mit künstlicher Intelligenz kriegerische Konflikte vermieden werden könnten. So kann etwa anhand der Analyse von Konfliktdatenbanken ermittelt werden, welche Mediationsstrategie bei einem internationalen Konflikt die erfolgversprechendste ist. Als Berater war er für Organisationen wie die EU, OECD, UNIDO und WHO tätig.
Trappl hat über 180 wissenschaftliche Artikel veröffentlicht und war an 35 Fachbüchern als Herausgeber, Co-Autor oder Autor beteiligt. Außerdem ist er Herausgeber der Fachzeitschriften Cybernetics and Systems sowie Applied Artificial Intelligence.
In seiner Freizeit beschäftigt sich Trappl mit Pantomime, schauspielerischer Improvisation und zeitgenössischem Tanz.

## Auszeichnungen
- 1967/68: Theodor-Körner-Preis
- 1969: Förderungspreis der Stadt Wien für Medizin
- 1970: Hoechst-Preis
- 1972: Kardinal-Innitzer-Förderungspreis für Medizin[6]
- Ehrenmitglied bzw. Fellow der American Society for Cybernetics, der Deutschen Gesellschaft für Kybernetik, der International Federation for Systems Research und der United Kingdom Systems Society[5]
- Full Member der European Academy for Sciences and Arts[5]
- 2018: Ehrenmitglied des Vereines AI Austria[8]

## Publikationen (Auswahl)
- 1983: Cybernetics: theory and applications. Springer Heidelberg/New York 1983. ISBN 3-540-12548-5
- 1992: Advanced Topics in Artificial Intelligence, Springer Heidelberg/New York 1992. ISBN 978-3540556817
- 1997: Creating Personalities for Synthetic Actors, gemeinsam mit Paolo Petta, Springer, Heidelberg/New York 1997, ISBN 3-540-62735-9
- 2001: Multi-Agent Systems and Applications, Springer Heidelberg/New York 2001. ISBN 978-3540423126
- 2003: Emotions in Humans and Artifacts, gemeinsam mit Paolo Petta und Sabine Payr, MIT Press 2003, ISBN 978-0262201421
- 2004: Agent Culture. Human-Agent Interaction in a Multicultural World, gemeinsam mit Sabine Payr, Lawrence Erlbaum, 2004, ISBN 978-0805848083
- 2006: Programming for Peace: Computer-Aided Methods for International Conflict Resolution and Prevention, Springer, Dordrecht 2006, ISBN 978-1402043772
- 2013: Your virtual butler: the making-of. Springer Heidelberg/Berlin, 2013, ISBN 978-3-642-37345-9
- 2015: Wissenschaft und Medizin: ein Lehrbuch für das erste Spezielle StudienModul (SSM 1), gemeinsam mit Werner Horn, Harald Trost und Ernst Buchberger, 13. Auflage, Facultas-Verlag, Wien 2015, ISBN 978-3-7089-1335-3
- 2015: A Construction Manual for Robots' Ethical Systems: Requirements, Methods, Implementations (Cognitive Technologies), Springer, 2015, ISBN 978-3-319-21547-1